# Bahnhof P’yŏngsŏng
Der Bahnhof P'yŏngsŏng ist einer von zwei Bahnhöfen in der nordkoreanischen Stadt P’yŏngsŏng (P’yŏngan-namdo). Er wird von der P'yŏngra-Linie (Pjöngjang – Rasŏn) der Koreanischen Staatsbahn bedient und wurde am 1. November 1927 eröffnet.
Vom Bahnhof aus verkehrt eine Linie des Oberleitungsbus P’yŏngsŏng in Richtung Westen der Stadt.